# Beny Jr
Beny Jr (12 d'agost de 1998, Xauen) és un raper, compositor i cantant hispano-marroquí.
Beny va començar la seva carrera a finals de l'any 2018, però, el seu reconeixement nacional va començar quan va publicar el seu primer àlbum d'estudi titulat Trap and Love el 2020. En 2021 va llançar un altre àlbum èxit titulat El Precio del Dinero, compost per dotze cançons. Aquell mateix any també va col·laborar en el senzill «REDBULL» al costat del porto-riqueny Eladio Carrión, el qual va tenir milions de reproduccions a les plataformes digitals. El 2022 va augmentar la seva popularitat a nivell internacional després de llançar l'EP K y B. Capítulo 1, juntament amb el Morad.

## Biografia
Beny va néixer a Beni Ahmed Gharbia, a la província de Xauen, Marroc, el 12 d'agost de 1998. Va viure la seva infància allà i posteriorment es va mudar a l'Hospitalet de Llobregat on va passar la majoria de la seva joventut. Va abandonar el col·legi a 2n de batxillerat després de problemes amb les autoritats, i la seva mare va decidir que era millor que ell i els seus germans es mudassin a Londres, Anglaterra per a una vida millor. Allà va caure pres i quan va sortir en llibertat va tornar a Espanya, on tornaria a caure pres per un temps més prolongat.

## Carrera musical

### Inicis
El 2018 va entrar en el món de la música influenciat pels seus amics del barri de La Florida: Morad, Coleta, entre d'altres, però, al cap de poc temps, Beny va ser detingut, però quan va sortir es va dedicar de ple a gravar cançons i projectes musicals.
El primer senzill publicat al seu canal de YouTube, va ser «Muévelo Así» a mitjans de l'any 2019, però, no va ser el primer de la seva carrera ja que també va llançar «FreePeke», «Maleante», entre d'altres.

### 2020-2021:Trap and Lovei reconeixement
El 23 de juliol de 2020 va llançar el seu primer àlbum d'estudi titulat Trap and Love. L'àlbum va comptar amb 11 senzills i col·laboracions dels artistes Morad i Taylor James, el projecte va venir acompanyat del videoclip del senzill «Mariachi» dirigit per Puig Films i produït per SHB. El març d'aquell any també va llançar un dels seus èxits, «Kawasaki», el qual va superar les 100 mil reproduccions a YouTube en les primeres hores.
A finals de desembre d'aquell any va llançar el seu primer extended play, 30, el qual va comptar amb 11 senzills i una única col·laboració amb Morad, els videoclips de l'àlbum van ser dirigits per Ivan Salvador, aquests van ser extrets dels senzills «No miento», «Fvrdxs» i «Bobby».
El 25 de juny de 2021, es va unir al productor El Guincho per llançar el seu segon EP titulat Samurái. El projecte va ser molt ben rebut pels fanàtics de l'artista que va aconseguir èxits com «Color Caramelo», «DVD Thing», entre d'altres. Allà també va llançar «Maldito», senzill en què explica les seves experiències de vida com quan va caure pres, traïcions d'amics i també explica que es tapa la cara i no dona entrevistes perquè no li agrada la fama i ja no pot modificar-lo. També va incloure el senzill «Combo La L», èxit que va estar 30 setmanes seguides al top 10 de senzills més escoltats d'Espanya.
El 24 de novembre, Beny, va col·laborar amb el porto-riqueny Eladio Carrión en el senzill «REDBULL» que va acumular 9 milions de reproduccions al llarg d'un any a YouTube. També es va posicionar al lloc 86 dels senzills més escoltats.
El 30 de desembre d'aquest mateix any, va publicar el seu segon àlbum d'estudi titulat El Precio del Dinero, el qual va comptar amb 11 senzills i el vídeo promocional titulat «Soso».

### 2022-present:K i B. Capítol 1i:(
En març de 2022, va col·laborar en el remix del senzill «Flow 2000» de l'artista catalana Bad Gyal, convertint-se ràpidament en tendència número 1 a Espanya i països de Llatinoamèrica. El videoclip va ser gravat als afores de Barcelona i produït per Belledenuit. En aquest mes també va formar part del senzill «Eurovision» del raper anglès Central Cee. El 31 d'aquell mateix mes, va llançar el seu segon EP, K i B. Capítulo 1, col·laborant amb Morad, sent un èxit rotund amb senzills com «Que dirá?», «Cómo es?», «Vuelve», entre d'altres. Els senzills de l'àlbum es van mantenir a les llistes fins a finals de 2022. A mitjan aquest any també va fer xous multitudinaris en diferents territoris de la Península, com Galícia, Alacant, Tenerife, entre d'altres. El 29 de desembre d'aquell any va llançar “Observador”, el qual es va situar ràpidament al podi de les llistes de reproducció espanyoles. A finals de 2022 també es va posicionar al top 10 d'artistes més escoltats d'Espanya a Spotify.
El 30 de gener de 2023 va estrenar el senzill «BMO033», en què va utilitzar un gènere estil d' EDM sense drop. En la seva primera setmana d'estrena el tema va estar al top 10 dels més escoltats d'Espanya. El 14 de febrer va publicar dos senzills en conjunt, «Tan mal» i «Solitario» produïts per Steve Lean i amb videoclips gravats a França. El 21 de març d'aquell mateix any va llançar la cançó «LF BABYS», produït per SHB & Young Wolf, dirigit per Iván Salvador i també va col·laborar al costat del raper 2001 en el senzill «A diario», part de l'EP del mateix.

## Estil i composició
L'estil musical de Beny es va posicionar primerament en el rap, posteriorment es va incursionar en el drill amb el trap, i més tard el dancehall amb un estil afrotrap, transmetent un so diferent inculcant la barreja cultural africano-espanyola i el hip hop marroquí.
Les seves lletres parlen primerament de les experiències viscudes a la seva infància i adolescència, juntament amb els seus problemes amb les autoritats, mal d'amors viscuts per tercers i sentiments que té en el moment. En els seus temes com «Thor», «Lograr», «B y la J», «Para mí», entre d'altres, mai falta la menció als seus amics que es troben a la presó com els anomenats Lfar, Sufian o Mustafa.

## Discografia

### Àlbums d'estudi
- 2020 — Trap and Love
- 2020 — 30
- 2021 — Samurai (amb El Guincho)
- 2021 — 50/50
- 2021 — El Precio del Dinero
- 2023 --- La soledad aburre pero no traiciona
- 2024 — Anti Social Cool Kid
- 2024 --- Hopefully im feeling well
- 2024 --- LowFlyer

### EPs
- 2022 — K i B. Capítol 1 (amb Morad)